# Haute-Loire
Haute-Loire este un departament din zona central-sudică a Franței, situat în regiunea Auvergne-Ron-Alpi. Este unul dintre departamentele originale ale Franței create în urma Revoluției din 1790. Este numit după râul Loara care traversează departamentul și al cărui curs superior se găsește aici. 

## Localități selectate

### Prefectură
- Le Puy-en-Velay

### Sub-prefecturi
- Brioude
- Yssingeaux

## Diviziuni administrative
- 3 arondismente;
- 35 cantoane;
- 260 comune;